# Lobón
Lobón là một municipality located in the province of Badajoz, Extremadura, Tây Ban Nha. According to the 2002 census (INE), the municipality has a population of 2.666 người.